# مانیلا (آیووا)
مانیلا (به انگلیسی: Manilla) شهری در ایالت آیووا کشور ایالات متحده آمریکا است که جمعیت آن در سرشماری سال ۲۰۱۰ میلادی، ۷۷۶ نفر بوده‌است.